# Lampertheimer Zeitung
Die Lampertheimer Zeitung war eine in der südhessischen Stadt Lampertheim erscheinende Tageszeitung. Verlegt wurde die Zeitung zuletzt durch die VRM GmbH & Co. KG. Zum 1. Januar 2025 wurde das Blatt mit dem Starkenburger Echo vereint.
Die Zeitung wurde im Jahr 1876 von Heinrich Dennerle gegründet und erschien zunächst nur zweimal wöchentlich, mittwochs und an Samstagen. Der Abonnentenpreis betrug in den Anfangsjahren 1,20 Mark. Nach einigen Besitzerwechseln schaffte es der Buchdrucker Alwin Nietzsche schließlich, die Auflage des Heimatblattes auf 1.000 Stück zu steigern. Im Jahr 1903 gelangte die Zeitung an den aus Bayern zugezogenen Unternehmer Carl Möck. Die Zeitungsauflage stieg innerhalb der nächsten Jahre auf 2.300 Exemplare. Trotz einiger Schwierigkeiten im Ersten Weltkrieg und der Gleichschaltung durch das NS-Regime gelang es der Eigentümerfamilie, das Unternehmen stetig auszubauen und die Position des Blattes zu festigen.
Nach dem Zweiten Weltkrieg und dem Tod von Carl Möck 1945 ging der Verlag zunächst an dessen Frau Lina und 1953 schließlich an den gemeinsamen Sohn Carl Möck junior über. Unter dem Namen Möck wurde der Zeitungsbetrieb als Kommanditgesellschaft bis 1995 fortgeführt. Im Jubiläumsjahr 1976 konnte man auf eine moderne Rotationsfabrik zurückgreifen, die Abonnentenzahl erreichte mit 4.800 einen Höchststand.
Im Jahr 1995 schließlich übertrugen die bisherigen Eigentümer alle Geschäftsteile an die VRM GmbH & Co. KG in Mainz. Eine Reaktion auf diese Entwicklung war die Gründung des Lampertheimer Tageblatts im selben Jahr. Beweggrund dafür war die Befürchtung, lokale Nachrichten und die Vereinsberichterstattung könnten unter dem neuen Eigentümer zu kurz kommen.
Am 17. August 1999 war dieses durch einen harten Konkurrenzkampf geprägte Zwischenspiel durch die Fusion der Verlage von Lampertheimer Zeitung und Lampertheimer Tageblatt zu der gemeinsamen Tageszeitung Die Lampertheimer auch schon wieder vorbei. Den Rahmen hierfür bildete fortan die Südhessische Verlagsgesellschaft Lampertheim mbH mit Sitz in den ehemaligen Räumen des Tageblatts. Gesellschafter waren nun zu gleichen Teilen die VRM GmbH & Co. KG, welche nach wie vor für den Druck verantwortlich ist, mit dem Verleger des Viernheimer Tageblatts, Wolfgang Martin.
Einige Jahre später erfolgte dann die Rückbenennung in „Lampertheimer Zeitung“ und Martin zog sich aus dem Unternehmen zurück. In den vergangenen Jahren musste man sich zunehmend der Konkurrenz von Seiten des Mannheimer Morgen stellen, welcher seit Anfang der 1990er Jahre unter dem Titel Südhessen Morgen auch eine Lokalberichterstattung für Lampertheim und einige Nachbargemeinden bietet.
Die Südhessische Verlagsgesellschaft Lampertheim mbH wurde 2017 aufgelöst und die Redaktion der Lampertheimer Zeitung mit den ebenfalls zur VRM gehörenden Titeln Bürstädter Zeitung und Starkenburger Echo am Standort Heppenheim zusammengelegt. Alle drei Ausgaben sind seitdem inhaltlich identisch und erscheinen mit dem Untertitel Bergsträßer Echo als Ausgabe des Darmstädter Echo.
2025 ist das Blatt vollständig im Starkenburger Echo aufgegangen. Lampertheimer Zeitung und Bürstädter Zeitung existieren – mit Ausnahme der Nennung im Zeitungskopf – als eigene Titel nicht mehr. Von der Redaktion in Heppenheim aus werden jedoch weiterhin Themen aus Lampertheim und Bürstadt beleuchtet.